# Mahakashyapa
Mahakashyapa (sanskrit, IAST Mahā Kāśyapa) ou Mahā Kassapa, Mahakassapa (pali)  est l’un des dix plus importants disciples du Bouddha Shakyamuni, reconnu comme le plus avancé dans les pratiques ascétiques et sa connaissance des règles dans les détails (dhutavādānam). Il devient gardien de l’ordre de la Communauté en l’absence du bouddha Gautama et après sa mort. C’est lui qui aurait convoqué et présidé le premier concile. Il est considéré comme le premier patriarche du chan / zen. Le sixième chapitre du Sūtra du Lotus prédit qu’il deviendra un bouddha du nom de Raśmiprabhāsa[réf. souhaitée].
En Chine, il est connu sous le nom de Mohejiashe 摩訶迦葉, traduction phonétique de Mahā Kāśyapa ou Dajiashe 大迦葉, grand Kāśyapa, son nom au Japon est Makakaso.
Dans les monastères bouddhiques, d'une façon générale, les statues de Mahā Kāśyapa et d'Ananda debout se trouvent aux côtés de la statue du Bouddha Shakyamuni assis.
Divers historiens actuels, parmi de nombreuses chronologies, datent les événements : -563 le Bouddha naît, -483 à la mort du Bouddha Mahakashyapa devient le chef de la Communauté bouddhique, -482 il organise le premier concile bouddhique.

## Jeunesse
Il serait né dans le village de Mahatittha à Magadha, d’un riche brahmane nommé Kapila et de sa femme Sumanadevi ; son prénom était Pippali et son gotta Kosiya ou Kassapa. Arrivé à l’âge du mariage, il déclara vouloir rester célibataire. Devant l’insistance de ses parents, il fit savoir qu’il n’accepterait qu’une femme en tout point identique à une statue en or qu’il avait fait fabriquer. Or on trouva dans le village de Sagala la perle rare, Bhadda Kapilani. Bhadda et Pippali avaient en fait été mari et femme durant plusieurs existences antérieures, et prononcé ensemble devant Padumuttara le vœu d’être disciples d’un bouddha. Ils décidèrent d’un commun accord de ne pas consommer le mariage et prirent soin ensemble des parents de Pippali jusqu'à leur mort. Quelque temps après, ils réalisèrent tous deux l’impermanence de la vie dans la même journée, alors qu’ils vaquaient chacun à ses occupations. Ils quittèrent la maison ensemble, et pour ne pas laisser de doute sur la fermeté de leur résolution, prirent immédiatement des chemins séparés. Bhadda s’en alla à Titthiyarama près de Jetavana où elle vécut en ascète pendant cinq ans, jusqu’à ce que l’ordre féminin soit fondé. Le Bouddha, averti de l’évènement grâce à sa prescience, attendait la venue de Pippali qu’il ordonna. Maha Kassapa était une recrue de choix car il possédait sept des marques qui caractérisent un bouddha. À partir de ce moment, il n’apparait plus dans les sources que sous le nom de « Kassapa le grand », pour le distinguer en particulier de Kumara Kassapa, « Kassapa le jeune ».
Gautama l'emmena à Rajagaha, capitale de Maghada. En chemin, ils s’arrêtèrent sous un arbre ; Maha Kassapa offrit sa robe de dessus au Bouddha en guise de coussin, et ce dernier lui donna en échange la robe qu’il portait, un haillon abandonné un jour dans un cimetière par une esclave. La terre trembla lorsque l'ancien brahmane enfila l'habit, manifestant l'aspect extraordinaire de cet instant, car il est le seul à avoir reçu un tel don. Il fit vœu d’observer les treize préceptes austères (dhutanga) et devint arahant huit jours plus tard.

## Moine

### Place dans le sangha

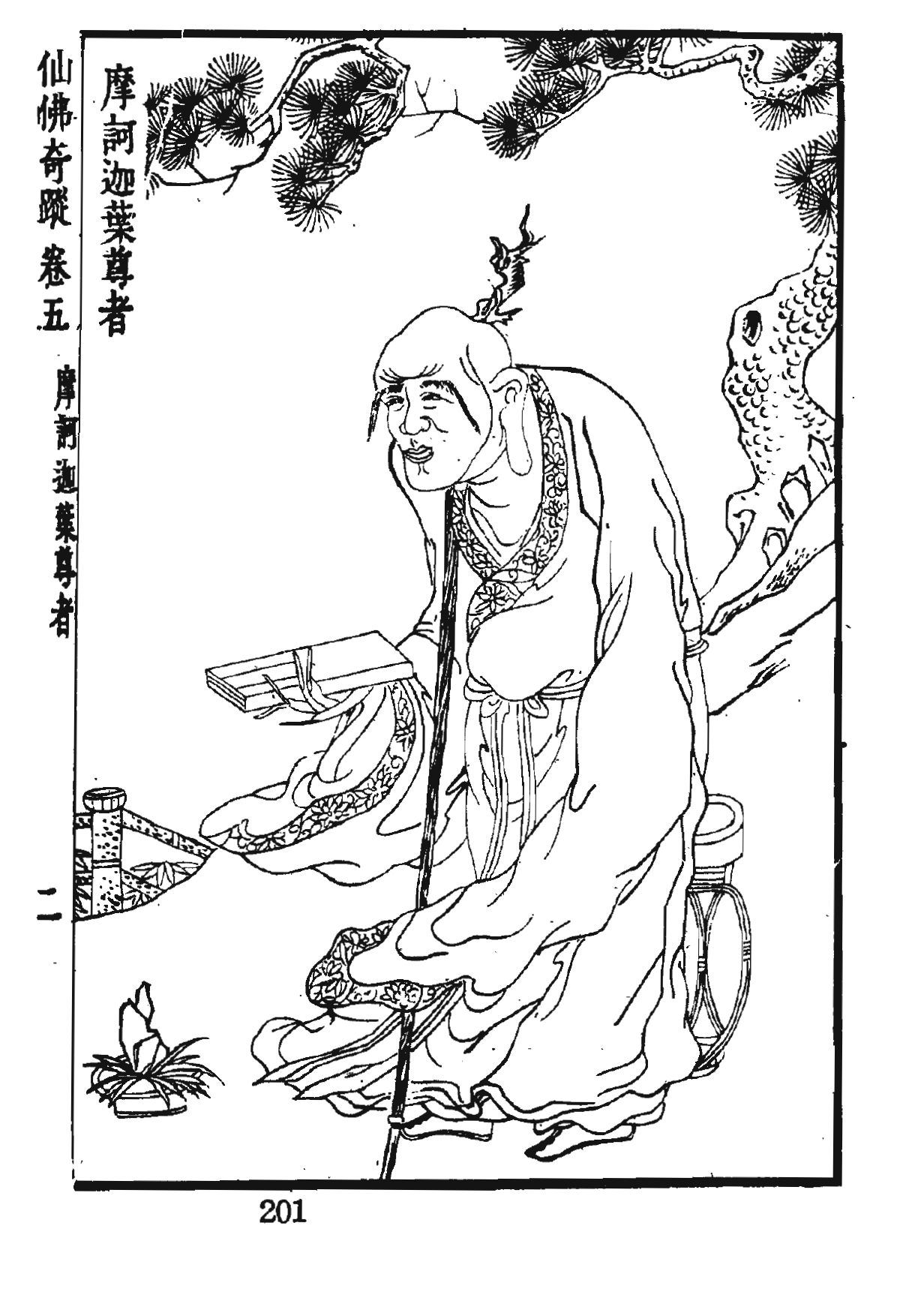
Mahakashyapa

Comme tous les disciples importants du Bouddha, Maha Kassapa avait les pouvoirs d’idhi, mais à un degré inférieur à d’autres, et le canon le représente parfois dans l’ignorance de certaines choses. Il se distinguait par contre en ce qui concerne la connaissance des règles monastiques et sa capacité à maintenir la discipline dans la Communauté ; le Bouddha lui-même reconnaissait qu’il était son égal dans ce domaine.
Ses efforts n’étaient pas toujours bien reçus : le moine Thullananda, par exemple, lui reprocha de blâmer Ananda et lui rappela publiquement son passé d’ « hérétique ». Un jour qu’Ananda l’avait emmené prêcher auprès des nonnes, la moniale Thullatissa lui fit remarquer sans aménité qu’il aurait dû laisser Ananda se charger du prêche car il ne lui arrivait pas à la cheville. Le Kutidusaka Jataka raconte même qu’Ulunka Saddaka, un de ses disciples, enragé par ses reproches, mit un jour le feu à sa hutte en son absence. Il observait lui-même les règles scrupuleusement, rejetant même à un âge avancé toutes les propositions qu’on lui faisait d’alléger son ascèse. Hommes et dieux, le reconnaissant comme un moine exemplaire, se pressaient pour lui faire des offrandes de nourriture. Il arriva même qu’un jour qu’il marchait en compagnie du Bouddha, des femmes négligèrent ce dernier pour ne donner qu’à Maha Kassapa.
Dans la tradition mahayana du chan et du zen, on lui attribue un don particulier d’intuition, car il serait le seul à avoir compris l’enseignement sans paroles dispensé par le Bouddha sur le mont des Vautours (sermon de la fleur / 拈花微笑) : ce dernier prit une fleur Udumbara entre ses doigts (fleurissant tous les trois mille ans, d'après la légende), et la fit tourner sans mot dire. Maha Kassapa, à ce moment, fut le seul disciple à comprendre l'essence de l'esprit du Bouddha, et répondit par un sourire, qui manifesta sa compréhension profonde, que le Bouddha reconnut alors. Cette histoire, dans les traditions du chan, puis du zen, exprime la transmission du Dharma directement d'esprit à esprit (en japonais : i shin den shin 以心傳心).
Il apprit le parinirvana de Gautama sept jours après l’événement alors qu’il se rendait de Pava à Kusinagar, en croisant sur la route un membre de la secte ajivaka tenant dans sa main une fleur de mandara (l’un des arbres du paradis) tombée du ciel lors de sa mort. Il fit alors le vœu de pouvoir arriver à temps avec ses compagnons et, en effet, les Mallas de Kusinagar n’arrivèrent par aucun moyen à allumer le bûcher funéraire. À l’arrivée de Maha Kassapa à la tête de l’ensemble des disciples, les pieds du Bouddha apparurent pour qu’ils puissent lui rendre hommage une dernière fois, ce après quoi le bûcher s’alluma seul. Maha Kassapa porta au roi Ajatasattu la part des reliques qui lui était dévolue.

### Concile
Peu après la mort de Gautama, Maha Kassapa entendit Subhadda, un moine qui avait rejoint l'ordre alors qu'il était déjà âgé, conseiller à ses compagnons de se réjouir de la mort du grand ascète, qui les libérait. Il entreprit alors de réunir à Rajagaha durant la prochaine saison des pluies les moines déjà arhats, afin de procéder à une récitation solennelle des enseignements du Bouddha et des règles de la Communauté ; ceux qui n’étaient pas encore arhats furent priés d’aller passer leur retraite dans un autre lieu. Une crise se produisit : la présence d’Ananda était considérée comme indispensable car, assistant personnel du Bouddha, il était celui qui avait retenu le plus de ses paroles ; or il n’était pas encore arhat. Encouragé par Maha Kassapa, il mit les bouchées doubles et atteignit l’illumination juste à temps pour faire son entrée au dernier moment sur les lieux de la récitation, recevant la chaude approbation de Maha Kassapa. Cela n’empêcha toutefois pas ce dernier de le morigéner publiquement pour ses critères trop larges vis-à-vis des candidats à la vie monastique, et son rôle actif dans l’entrée des femmes dans le sangha. Il présida la récitation, plus connue sous le nom de premier concile, ou de therasangiti dans le courant theravada. Upali fut chargé de la récitation du vinaya et Ananda de celle des sutras.

### Disparition
Maha Kassapa serait mort à 120 ans. Une de ses dents serait incluse dans une dagoba (stupa) du Bhimatittha Vihara près de Bentota à Sri Lanka.
Mais selon la tradition nordique, sans être mort il est entré en profond samadhi dans le mont Kukkutagiri (Deccan), en attendant l’avènement de Maitreya afin de lui transmettre la robe (Kāṣāya) de Bouddha.

### Sources de l'article
- (en) Informations sur Maha Kassapa avec références dans le canon pali
- (en) La famille et les disciples du Bouddha par Radhika Abeysekera